# رابرت بی. ویلیامز
رابرت بی. ویلیامز (انگلیسی: Robert B. Williams; زاده ۲۳ سپتامبر ۱۹۰۴ – درگذشته ۱۷ ژوئن ۱۹۷۸) هنرپیشه اهل ایالات متحده آمریکا بود.

## فیلم‌شناسی
- چه سرسبز بود دره من (۱۹۴۱)
- روزی روزگاری (۱۹۴۴)
- Black Angel (1946)
- بانوی دریاچه (۱۹۴۷)
- شاهد کلیدی (۱۹۴۷)
- کس تیمبرلین (۱۹۴۸)
- گودال مار (۱۹۴۸)
- مأموران خزانه‌داری (۱۹۴۸)
- در جستجوی تفریحات شهری (۱۹۴۹)
- آقای ۸۸۰ (۱۹۵۰)
- فورت وورث (۱۹۵۱)
- راز خانوادگی (۱۹۵۱)
- سود کم پدر (۱۹۵۱)
- آواز در باران (۱۹۵۲)
- تک‌تیرانداز (۱۹۵۲)
- وسواس باشکوه (۱۹۵۴)
- فردا گریه خواهم کرد (۱۹۵۵)
- شورش بی‌دلیل (۱۹۵۵)
- انتقام از مخلوق (۱۹۵۵)
- دادگاه نظامی بیلی میچل (۱۹۵۵)
- کشتن (۱۹۵۶)
- روح سنت لوئیس (۱۹۵۷)
- هوس زیر درختان نارون (۱۹۵۸)
- دختر مهمانی (۱۹۵۸)
- خفاش (۱۹۵۹)
- شمال از شمال غربی (۱۹۵۹)
- صحبت‌های بالشی (۱۹۵۹)
- طلوع در کمپوبلو (۱۹۶۰)
- محکم دارشان بزن (۱۹۶۸)